# Dichiarazione sulla razza (UNESCO 1950)
La «Dichiarazione sulla razza» è un documento dell'UNESCO approvato a Parigi nel 1950. È considerato il primo ad aver negato ufficialmente la correlazione tra la differenza fenotipica nelle razze umane e la differenza nelle caratteristiche psicologiche, intellettive e comportamentali:
In breve, il termine "razza"  indica un gruppo umano caratterizzato da alcune concentrazioni, relative a frequenza e distribuzione, di particelle ereditarie (geni) o caratteri fisici, che appaiono, oscillano, e spesso scompaiono nel corso del tempo a causa dell'isolamento geografico.
In materia di razze, le uniche caratteristiche che gli antropologi possono efficacemente utilizzare come base per le classificazioni sono quelle fisiche e fisiologiche.
In base alle conoscenze attuali non vi è alcuna prova che i gruppi dell'umanità differiscano nelle loro caratteristiche mentali innate, riguardo all'intelligenza o al comportamento.
Dichiarazione sulla razza, Parigi, UNESCO, 1950»